# Narzędnik
Narzędnik (łac. instrumentalis) – w językoznawstwie przypadek używany m.in. dla określenia narzędzia (naprawił telewizor śrubokrętem, przyjechałem pociągiem), sposobu wykonania czynności (osiągnąłem to sprytem) itp. Przy czasownikach oznaczających rządzenie oznacza dopełnienie bliższe (dyrygent kieruje orkiestrą), przy niektórych innych dopełnienie dalsze (Maria handluje kwiatami). Łączy się z niektórymi przyimkami, np. z, pod, nad. Odpowiada na pytania  kim? czym?.
Niektóre czasowniki wymagają dopełnienia w narzędniku, np. Interesuję się językoznawstwem.
Końcówkami narzędnika w języku polskim są w liczbie pojedynczej -em, -ą a w liczbie mnogiej -ami